# Reginald A. Foakes
Reginald A. Foakes (geboren am 18. Oktober 1923 in West Bromwich; gestorben am 22. Dezember 2013) war ein britischer Anglist und Shakespeare-Forscher.

## Leben
Foakes wuchs in West Bromwich auf. Er besuchte dort die Black Lane Grundschule und die örtliche Grammar School. Er begann 1941 sein Studium an der Universität von Birmingham, musste dieses aber wegen der Kriegsereignisse unterbrechen. Während des Zweiten Weltkrieges war er als Radartechniker im Fleet Air Arm der Royal Navy in Indien stationiert.
Nach dem Krieg schloss er sein Studium mit einer Promotion bei  Allardyce Nicoll ab. Zusammen mit John Russell Brown und Ernst Honigmann war er ab 1951 einer der ersten drei Fellows am  Shakespeare Institute in Stratford-upon-Avon. Später war er Dozent an den Universitäten von Durham, Yale, Toronto und an der University of California, Santa Barbara. Er gründete das Institut für englische Sprache an der University of Kent, wo er später Dekan wurde. Dort leitete er die Gründung der Abteilungen für Kunstgeschichte und Theater- und Filmwissenschaft. Für den Aufbau des Gulbenkian Theater der Universität von Kent warb er erfolgreich erhebliche Spendengelder ein.

## Werke
Foakes hat sich insbesondere mit Cyril Tourneur, Shakespeare und dem englischen Renaissance-Drama beschäftigt. Von allen Werken Shakespeares galt sein besonderes Augenmerk dem King Lear. Er besorgte Ausgaben von Troilus and Cressida, Henry VIII und The Comedy of Errors. Das von ihm herausgegebene Tagebuch Henslowes ist heute für die Untersuchung der Theaterpraxis der elisabethanischen Zeit unentbehrlich. Mit seinem bekannten Werk über Hamlet und Lear widmete er sich Fragen der Rezeptionsgeschichte. Er forsche außerdem über Coleridge und die sogenannten Bildkomplexe in den Werken des elisabethanischen Theaters.

## Ehrungen
Die University of Birmingham verlieh ihm 2001 zum 50-jährigen Bestehen des Shakespeare Institute in Stratford-upon-Avon ein Ehrendoktorat.
Er erhielt die Auszeichnung zusammen mit den Schauspielern Kenneth Branagh und Harriet Walter und den Wissenschaftlern  E. A. J. Honigmann und John Russell Brown (Universität von Michigan). Reg Foakes war zweimal verheiratet und hat aus erster Ehe vier Kinder. Er starb über Weihnachten 2013 in Stratford-upon-Avon.

## Ausgewählte Werke
- Henslowe's Diary. (mit RT Rickert) Cambridge University Press 1961.
- Illustrations of the English Stage: 1580-1642. Stanford U.P. 1985. ISBN 978-0804712361.
- Hamlet Versus Lear: Cultural Politics and Shakespeare's Art. Cambridge University Press 1993. ISBN 978-0521342926.
- Shakespeare and Violence. Cambridge University Press, 2002. ISBN 978-0521527439.
- King Lear. The Arden Shakespeare. Third Series. Edited by R. A. Foakes. 1997. ISBN 978-1-903-43659-2.

## Sekundärliteratur
- Imagined Places: A life in the twentieth century (Xlibris, 2005, ISBN 978-1-4134-9914-8), Foakes' Autobiographie.
- Shakespeare Performed: Essays in Honor of R.A. Foakes (Grace Ioppolo, ed., University of Delaware Press, 2000, ISBN 978-0-87413-732-3).